# Твірні шаблони
Твірні шаблони (англ. Creational patterns) — це шаблони проєктування, що абстрагують процес побудови об'єктів. Вони допоможуть зробити систему незалежною від способу створення, композиції та представлення її об'єктів.
Шаблон, який породжує класи, використовує успадкування, щоб варіювати створюваний клас, а шаблон, що створює об'єкти, делегує інстанціювання іншому об'єктові.
Ці шаблони важливі, коли система більше залежить від композиції об'єктів, ніж від успадкування класів.
Таким чином, замість прямого кодування фіксованого набору поведінок, визначається невеликий набір фундаментальних поведінок, за допомогою композиції яких можна отримувати складніші.
Таким чином, для створення об'єктів з конкретною поведінкою потрібно щось більше, ніж просте інстанціювання екземпляру класу.
Шаблони, що породжують, інкапсулюють знання про конкретні класи, які застосовуються у системі та приховують деталі того, як ці класи створюються і стикуються між собою.
Єдина інформація про об'єкти, що відома системі — їхні інтерфейси.

## Перелік шаблонів, що породжують
- Абстрактна фабрика (Abstract Factory)
- Будівник (Builder)
- Впровадження залежностей (Dependency Injection)
- Одинак (Singleton)
- Прототип (Prototype)
- Фабричний метод (Factory Method)
- Отримання ресурсу є ініціалізація (Resource Acquisition Is Initialization)
- Відкладена ініціалізація (Lazy initialization)
- Пул об'єктів (Object pool)
- Мультитон (Multiton pattern)